# (1902) Шапошников
(1902) Шапошников (лат. Shaposhnikov) — типичный астероид главного пояса, открыт 18 апреля 1972 года советским астрономом Тамарой Смирновой в Крымской астрофизической обсерватории и 20 февраля 1976 года назван в честь советского астронома Владимира Шапошникова.

## Обнаружение и именование
(1902) Шапошников
Открыт 18 апреля 1972 года в Научном Т. М. Смирновой.
Назван в честь специалиста в области астрометрии Владимира Григорьевича Шапошникова (1905—1942). До Великой Отечественной войны работал в Симеизской обсерватории. Погиб на фронте.
Оригинальный текст (англ.)1902 Shaposhnikov
Discovered 1972-04-18 by Smirnova, T. at Nauchnyj.
Named in honor of Vladimir Grigorevich Shaposhnikov (1905—1942), an expert in astrometry. Before the Great Patriotic Was he worked at the Simeïs Observatory. He perished at the front. 
Источники: DISCOVERY.DB; M.P.C. 3936.

## Орбита

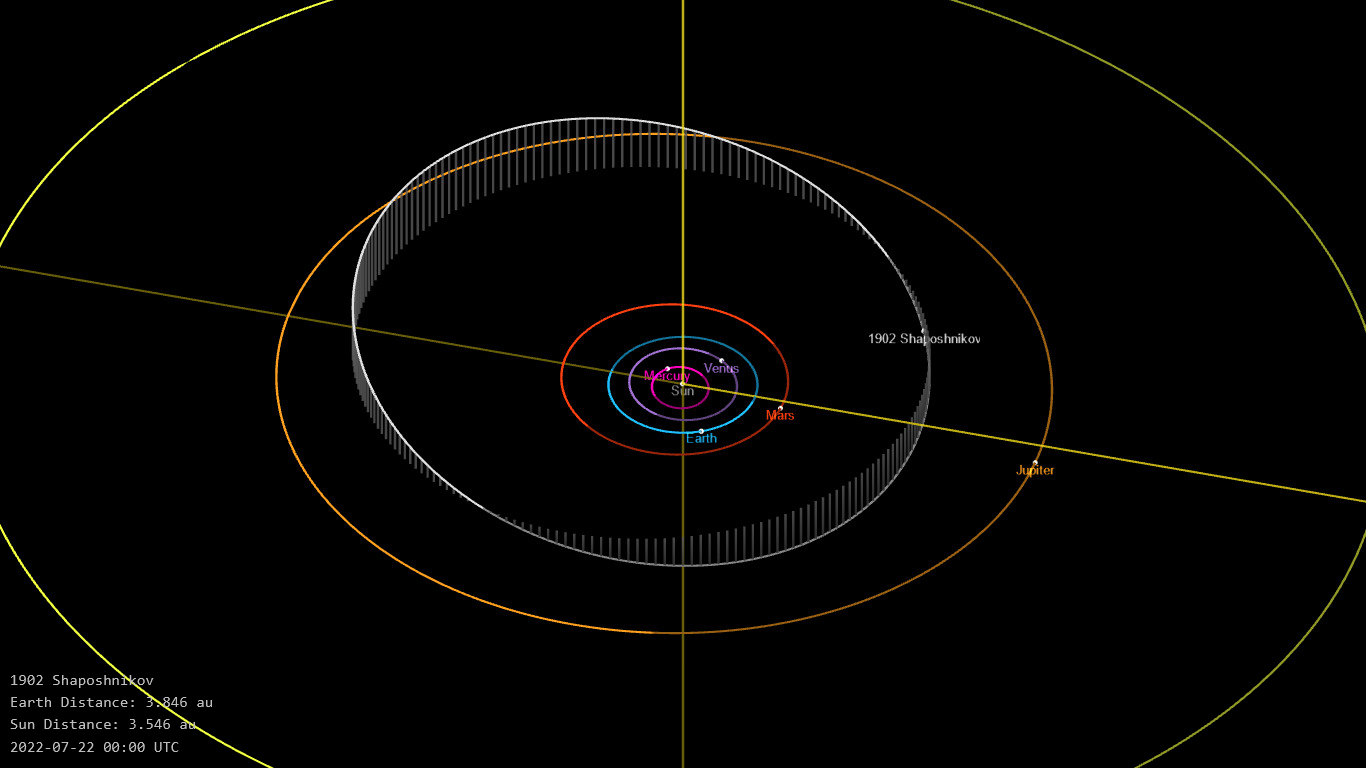
Орбита астероида Шапошников и его положение в Солнечной системе

## Физические характеристики
Астероид относится к таксономическому классу X или к классу P.
По результатам наблюдений в инфракрасном диапазоне орбитальной обсерватории IRAS и спутника Akari и наблюдений в видимом и ближнем инфракрасном диапазоне космического телескопа NEOWISE диаметр астероида сначала оценивался равным 96,86±3,2 км, позже — 91,60±1,54 км, 89,24±33,98 км и 83,430±0,825 км. Согласно тем же источникам альбедо оценивается как 0,0296±0,002, 0,034±0,001, 0,04±0,05 и 0,040±0,007.